# Sheridan Peak
Der Sheridan Peak ist ein 955 m hoher Berg auf Südgeorgien. Er ragt nahe dem Kopfende des Nordenskjöld-Gletschers auf.
Wissenschaftler der British South Georgia Expedition (1954–1955) benannten ihn als Thin Ridge (englisch für Schmaler Grat). Das UK Antarctic Place-Names Committee benannte ihn 1988 dagegen nach Major James Guy Sheridan (* 1942) von den Royal Marines, der am 25. April 1982 im Zuge des Falklandkrieges die Kapitulationserklärung der argentinischen Truppen zur Okkupation Südgeorgiens am King Edward Point entgegengenommen hatte.